# کناریک پیلوسیان
کناریک آندرانیکی پیلوسیان (ارمنی: Քնարիկ Անդրանիկի Փիլոսյան؛ انگلیسی: Knarik Pilossian؛ زادهٔ ۲ اکتبر ۱۹۴۸) موسیقی‌شناس اهل ارمنستان است. وی از سال میلادی تاکنون مشغول فعالیت بوده است.

## زندگی‌نامه
وی در 	۲ اکتبر ۱۹۴۸ ‏در ایروان به دنیا آمد و از کنسرواتوار دولتی کومیتاس ایروان فارغ‌التحصیل گشت. آراکسی ساریان-هاروتیونیان استاد وی بوده است. وی از ۱۹۹۶ عضو اتحادیه آهنگسازان ارمنستان می‌باشد. وی در کالج دولتی موسیقی رومانوس ملیکیان، کنسرواتوار دولتی کومیتاس ایروان (از سال ۱۹۸۶ به عنوان دانشیار) و ارمنستان ۱ فعالیت کرده است. وی همچنین برنده جوایزی همچون چهره فرهنگی شایسته جمهوری ارمنستان (۲۰۱۳) شد.

## یادداشت
1. ↑  Հայաստանի Հանրային Հեռուստաընկերություն